# Anastasia Rodionova
Anastasia Rodionova (russisch Анастасия Ивановна Родионова Anastasia Ivanovna Rodionova, deutsche Transkription Anastassija Iwanowna Rodionowa; * 12. Mai 1982 in Tambow, Sowjetunion) ist eine in Russland geborene ehemalige Tennisspielerin, die ab 2009 auch für Australien antrat. Ihre Schwester Arina ist ebenfalls Tennisprofi.

## Karriere
Anastasia Rodionova, die Tochter eines Tennistrainers, begann im Alter von sieben Jahren mit dem Tennisspielen. 1998 gewann sie in Minsk ihren ersten Einzeltitel auf der ITF Women’s World Tennis Tour, 2001 folgte ihr erster ITF-Doppeltitel. Insgesamt gewann sie bei ITF-Turnieren acht Einzel- und 13 Doppeltitel.
2000 debütierte Rodionova bei den Australian Open in der Qualifikation eines Grand-Slam-Turniers, verlor aber in der ersten Runde. In Taschkent zog sie im selben Jahr zum ersten Mal in die Hauptrunde eines WTA-Turniers ein, bevor sie zum Auftakt an Sarah Pitkowski-Malcor scheiterte. 2001 gewann sie ihren ersten Profititel; 2002 in Casablanca gegen Marlene Weingärtner ihr erstes Match im Hauptfeld eines WTA-Turniers. Gemeinsam mit Weingärtner erzielte sie bei der Doppelkonkurrenz in Wimbledon ihr erstes Grand-Slam-Viertelfinale. Jedoch mussten sie sich dort Virginia Ruano Pascual und Paola Suárez geschlagen geben. In WTA Québec erreichte sie im Anschluss ihr erstes WTA-Halbfinale im Einzel. 2003 zog Rodionova mit ihrem Doppelpartner Andy Ram ins Mixed-Finale von Wimbledon Championships 2003/Mixed; sie unterlagen der Paarung Martina Navrátilová und Leander Paes mit 3:6, 3:6.
Ende 2005 errang sie an der Seite von Jelena Wesnina in Québec ihren ersten WTA-Titel im Doppel. Zuvor konnte sie in Albuquerque bei einem ITF-Turnier der $75.000-Kategorie ihren bis dahin größten Titelgewinn feiern. Im Jahr darauf gelang ihr in Wimbledon nach einem Sieg über Émilie Loit der erste Erfolg im Hauptfeld eines Grand-Slam-Turniers. Bei den US Open erreichte sie mit dem Einzug in die dritte Runde ihr bestes Grand-Slam-Resultat im Einzel, war dort jedoch gegen Swetlana Kusnezowa chancenlos. Nach dem Erreichen eines weiteren WTA-Viertelfinals in Taschkent, beendete sie die Saison 2006 erstmals unter den besten 100 der Weltrangliste. 2007 zog Rodionova bei den Australian Open sowie bei den US Open in die zweite Runde ein, ebenso bei den Mandatory-Turnieren in Indian Wells und Miami. In Oeiras feierte sie an der Seite von Andreea Ehritt-Vanc ihren zweiten Doppeltitel, während sie ihr bestes Saisonergebnis im Einzel mit dem Halbfinaleinzug in Guangzhou erzielte.
Seit 2009 startete Rodionova, die seit 2005 in Melbourne ihren Trainingsmittelpunkt hat, auch unter australischer Flagge; Ende 2009 wurde ihr die australische Staatsbürgerschaft verliehen. Nach dem Gewinn zweier Sandplatzturniere der $25.000-Kategorie im Frühjahr 2009, trat sie in der zweiten Saisonhälfte wieder vermehrt auf der WTA Tour in Erscheinung und konnte in New York aus der Qualifikation heraus zum zweiten Mal in die dritte Runde vorstoßen, in der sie von Kateryna Bondarenko ausgeschaltet wurde. 2010 spielte Rodionova vor allem kleinere WTA-Turniere. Ihre besten Saisonresultate konnte sie auf Rasen erzielen, wo sie in ’s-Hertogenbosch erstmals an der Seite mit Alla Kudrjawzewa ihren dritten Doppeltitel einfuhr und anschließend in Wimbledon nach einem Sieg über Swetlana Kusnezowa die dritte Runde im Einzel erreichte. In der Weltrangliste erzielte sie daraufhin mit Platz 63 ihre höchste Einzelposition. Bei den US Open kam sie gemeinsam mit Cara Black bis ins Halbfinale des Doppelwettbewerbs, in dem sie erst den späteren Siegerinnen Vania King und Jaroslawa Schwedowa unterlagen. Im Einzel erreichte sie die zweite Runde und schloss die Saison damit das fünfte Jahr in Folge in den Top-100 der Welt ab. Bei den Commonwealth Games gewann sie 2010 im Einzel sowie im Doppel mit Sally Peers zusammen die Goldmedaille; im Mixed holte sie an der Seite von Paul Hanley Silber.
Danach verlagerte sich der Fokus Rodionovas zunehmend aufs Doppel. 2011 stand sie bei den Australian Open mit Cara Black sowie bei den French Open und in Wimbledon mit Nadja Petrowa jeweils im Viertelfinale. Im Einzel hingegen erzielte sie lediglich eine Viertelfinalteilnahme in Linz und fiel dadurch aus den besten 100 heraus, in die sie nur Anfang 2012 nach dem Erreichen der dritten Runde in Charleston wieder kurzzeitig zurückkehrte. Nach einem Sieg in Pattaya an der Seite von Sania Mirza, zog sie gemeinsam mit Nuria Llagostera Vives ins Halbfinale des Premier-Turniers von Doha ein. In Paris rückte sie im Anschluss mit Jarmila Gajdošová zusammen noch einmal ins Viertelfinale vor und kam mit Galina Woskobojewa ins Halbfinale von Montreal. 2013 folgten weitere Doppeltriumphe in Auckland mit Cara Black sowie in Québec an der Seite von Alla Kudrjawzewa, mit der sie Anfang des Jahres eine langfristige Kollaboration einging, die das Duo ins Halbfinale von Rom und Tokio führte. In der darauffolgenden Saison konnten die beiden drei weitere Titel in Brisbane, Dubai und Tianjin erringen. Außerdem standen sie gemeinsam im Viertelfinale von Wimbledon sowie im Halbfinale von Cincinnati und Peking und qualifizierten sich damit erstmals für die WTA Championships 2014 in Singapur, wo sie nach einem Sieg über Jelena Wesnina und Jekaterina Makarowa bis ins Halbfinale vorrückten, in dem sie an Peng Shuai und Hsieh Su-wei scheiterten. Im Gleichen Durch die Erfolge kletterte Rodionova in der Doppelweltrangliste bis auf Platz 15 nach vorne. Im Einzel zurückgefallen, spielte sie im gleichen Zeitraum fast ausschließlich Qualifikationen, wobei sie meist nicht ins Hauptfeld vordringen konnte. Ihren letzten Sieg in der Hauptrunde eines Grand-Slam-Turniers erzielte sie bei den US Open, wo sie aus der Qualifikation kommen zum Auftakt gegen Camila Giorgi gewann.
Nach einem Jahr ohne größere Höhepunkte, erreichte Rodionova zum Beginn der Saison 2016 noch einmal mit ihrer Schwester Arina zusammen das Viertelfinale der Australian Open. Zudem siegte sie beim WTA-Turnier in Eastbourne an der Seite von Darija Jurak. 2017 überraschte sie noch einmal im Einzel, als sie in Charleston als Qualifikantin nach einem Sieg gegen Sara Errani in die dritte Runde kam, bevor sie von Caroline Wozniacki geschlagen wurde. Zuvor holte sie mit Jurak zusammen in Acapulco ihren bislang letzten Doppeltitel. In Toronto gelang ihr anschließend mit Nadija Kitschenok noch einmal der Einzug in das Halbfinale eines WTA-Turniers der Premier-Kategorie. Bei den US Open konnte sie an der Seite von Oliver Marach nach 14 Jahren wieder das Halbfinale eines Mixed-Wettbewerbs bei einem Grand-Slam-Turnier erreichen. 2018 blieb sie bei vier Qualifikationsteilnahmen im Einzel ohne Sieg; 2019 schied sie im Doppel an der Seite von Ana Bogdan bereits in der ersten Runde von Melbourne aus.
2010 gab Rodionova beim 5:0-Playoff-Erfolg gegen die Ukraine ihren Einstand für die australische Fed-Cup-Mannschaft. Seitdem hat sie für ihr neues Land sechs Begegnungen im Einzel und Doppel bestritten, von denen sie zwei gewinnen konnte (Einzelbilanz 1:2).
Im August 2023 erklärte sie ihren Rücktritt.

## Turniersiege

### Einzel
| Nr. | Datum          | Turnier       | Kategorie   | Belag     | Finalgegnerin     | Ergebnis       |
| --- | -------------- | ------------- | ----------- | --------- | ----------------- | -------------- |
| 1.  | Mai 2001       | Magli         | ITF $25.000 | Sand      | Maja Palaveršić   | 6:2, 6:4       |
| 2.  | April 2002     | Coatzacoalcos | ITF $25.000 | Hartplatz | Zuzana Hejdová    | 6:3, 4:6, 6:4  |
| 3.  | Mai 2004       | Stockholm     | ITF $25.000 | Sand      | Anne Kremer       | 7:65, 6:4      |
| 4.  | Juni 2004      | Vaduz         | ITF $25.000 | Sand      | Yvonne Meusburger | 1:6, 6:3, 7:62 |
| 5.  | September 2005 | Albuquerque   | ITF $75.000 | Hartplatz | Maureen Drake     | 6:2, 6:3       |
| 6.  | November 2005  | Nuriootpa     | ITF $25.000 | Hartplatz | Gréta Arn         | 6:3, 6:1       |
| 7.  | Mai 2009       | Bundaberg     | ITF $25.000 | Sand      | Olivia Rogowska   | 7:5, 6:0       |
| 8.  | Mai 2009       | Ipswich       | ITF $25.000 | Sand      | Nicole Riner      | 6:4, 7:5       |

### Doppel
| Nr. | Datum              | Turnier          | Kategorie         | Belag             | Partnerin              | Finalgegnerinnen                              | Ergebnis          |
| --- | ------------------ | ---------------- | ----------------- | ----------------- | ---------------------- | --------------------------------------------- | ----------------- |
| 1.  | November 1998      | Minsk            | ITF $10.000       | Teppich (Halle)   | Ekaterina Paniouchkina | Wolha Hlauschtschanka Tazzjana Putschak       | 7:5, 5:7, 6:3     |
| 2.  | März 2001          | Cholet           | ITF $10.000       | Sand              | Julija Bejhelsymer     | Eleni Daniilidou Germana Di Natale            | 6:1, 7:65         |
| 3.  | Oktober 2001       | Tiflis           | ITF $25.000       | Sand              | Patricia Wartusch      | Erica Krauth Vanessa Krauth                   | 6:2, 6:1          |
| 4.  | Februar 2002       | Urtijëi          | ITF $50.000       | Teppich (Halle)   | Julija Bejhelsymer     | Angelika Bachmann Patricia Wartusch           | 6:4, 6:2          |
| 5.  | März 2002          | Juárez           | ITF $25.000       | Sand              | Marija Kondratjewa     | Olga Vymetálková Magdalena Zděnovcová         | 6:3, 6:0          |
| 6.  | Juni 2004          | Vaduz            | ITF $25.000       | Sand              | Tazzjana Putschak      | Kyra Nagy Maria Wolfbrandt                    | 6:3, 6:4          |
| 7.  | April 2005         | Augusta          | ITF $25.000       | Hartplatz         | Tazzjana Putschak      | Rika Fujiwara Saori Obata                     | 7:63, 6:0         |
| 8.  | April 2005         | Tunica Resorts   | ITF $25.000       | Sand              | Tazzjana Putschak      | Edina Gallovits Varvara Lepchenko             | 6:2, 6:4          |
| 9.  | April 2005         | Jackson          | ITF $25.000       | Sand              | Kristen Schlukebir     | Ahsha Rolle Milagros Sequera                  | 6:1, 3:6, 6:2     |
| 10. | 6. November 2005   | Québec           | WTA Tier III      | Hartplatz (Halle) | Jelena Wesnina         | Līga Dekmeijere Ashley Harkleroad             | 6:74, 6:4, 6:2    |
| 11. | November 2005      | Nuriootpa        | ITF $25.000       | Hartplatz         | Gréta Arn              | Casey Dellacqua Trudi Musgrave                | 6:4, 1:6, 7:5     |
| 12. | April 2006         | Putignano        | ITF $25.000       | Hartplatz         | Arina Rodionowa        | Ivana Abramović Maria Abramović               | 1:6, 6:1, 7:5     |
| 13. | 6. Mai 2007        | Oeiras           | WTA Tier IV       | Sand              | Andreea Ehritt-Vanc    | Lourdes Domínguez Lino Arantxa Parra Santonja | 6:3, 6:2          |
| 14. | Juli 2009          | Biarritz         | ITF $100.000      | Sand              | Chan Yung-jan          | Oqgul Omonmurodova Darja Kustawa              | 3:6, 6:4, [10:7]  |
| 15. | 18. Juni 2010      | ’s-Hertogenbosch | WTA International | Rasen             | Alla Kudrjawzewa       | Vania King Jaroslawa Schwedowa                | 3:6, 6:3, [10:6]  |
| 4.  | 12. Februar 2012   | Pattaya          | WTA International | Hartplatz         | Sania Mirza            | Chan Hao-ching Chan Yung-jan                  | 3:6, 6:1, [10:8]  |
| 17. | September 2012     | Las Vegas        | ITF $50.000       | Hartplatz         | Arina Rodionowa        | Jelena Bowina Edina Gallovits-Hall            | 6:2, 2:6, [10:6]  |
| 18. | 5. Januar 2013     | Auckland         | WTA International | Hartplatz         | Cara Black             | Julia Görges Jaroslawa Schwedowa              | 2:6, 6:2, [10:5]  |
| 19. | 15. September 2013 | Québec           | WTA International | Teppich (Halle)   | Alla Kudrjawzewa       | Andrea Hlaváčková Lucie Hradecká              | 6:4, 6:3          |
| 20. | 4. Januar 2014     | Brisbane         | WTA Premier       | Hartplatz         | Alla Kudrjawzewa       | Kristina Mladenovic Galina Woskobojewa        | 6:3, 6:1          |
| 21. | 22. Februar 2014   | Dubai            | WTA Premier       | Hartplatz         | Alla Kudrjawzewa       | Raquel Kops-Jones Abigail Spears              | 6:2, 5:7, [10:8]  |
| 22. | 12. Oktober 2014   | Tianjin          | WTA International | Hartplatz         | Alla Kudrjawzewa       | Sorana Cîrstea Andreja Klepač                 | 6:76, 6:2, [10:8] |
| 23. | 24. Juni 2016      | Eastbourne       | WTA Premier       | Rasen             | Darija Jurak           | Chan Hao-ching Chan Yung-jan                  | 5:7, 7:64, [10:6] |
| 24. | 4. März 2017       | Acapulco         | WTA International | Hartplatz         | Darija Jurak           | Verónica Cepede Royg Mariana Duque Mariño     | 6:3, 6:2          |

## Abschneiden bei Grand-Slam-Turnieren

### Einzel
| Turnier         | 2002 | 2003 | 2004 | 2005 | 2006 | 2007 | 2008 | 2009 | 2010 | 2011 | 2012 | 2013 | 2014 | 2015 | Karriere |
| --------------- | ---- | ---- | ---- | ---- | ---- | ---- | ---- | ---- | ---- | ---- | ---- | ---- | ---- | ---- | -------- |
| Australian Open | Q1   | Q1   | Q2   | Q1   | Q3   | 2    | 2    | 1    | 1    | 1    | 1    | Q2   | Q2   | Q2   | 2        |
| French Open     | —    | Q1   | —    | Q1   | 1    | 1    | 1    | Q1   | 3    | 3    | 1    | Q3   | —    | Q3   | 3        |
| Wimbledon       | —    | 1    | Q1   | Q1   | 2    | 1    | 1    | Q2   | 3    | 1    | 1    | Q1   | Q1   | Q1   | 3        |
| US Open         | —    | Q1   | Q2   | —    | 3    | 2    | 1    | 3    | 2    | 1    | 2    | Q3   | 2    | Q1   | 3        |

Zeichenerklärung: S = Turniersieg; F, HF, VF, AF = Einzug ins Finale / Halbfinale / Viertelfinale / Achtelfinale; 1, 2, 3 = Ausscheiden in der 1. / 2. / 3. Hauptrunde; Q1, Q2, Q3 = Ausscheiden in der 1. / 2. / 3. Runde der Qualifikation; n. a. = nicht ausgetragen

### Doppel
Die Tabelle listet die Ergebnisse der Grand-Slam-Turniere, der Tour Championships, der Olympischen Spiele, des Fed Cups bzw Billie Jean King Cups und der Turniere folgender Kategorien auf: 1990–2008: Tier I, 2009–2020: Premier Mandatory und Premier 5, ab 2021: WTA 1000.
| Turnier              | 2002 | 2003 | 2004 | 2005 | 2006 | 2007 | 2008 | 2009 | 2010 | 2011 | 2012 | 2013 | 2014 | 2015 | 2016 | 2017 | 2018 | 2019 | 2020 | 2021 | 2022 | Karriere |
| -------------------- | ---- | ---- | ---- | ---- | ---- | ---- | ---- | ---- | ---- | ---- | ---- | ---- | ---- | ---- | ---- | ---- | ---- | ---- | ---- | ---- | ---- | -------- |
| Australian Open      | 1    | 1    | 1    | 1    | 2    | 1    | 2    | 2    | AF   | VF   | 2    | AF   | 1    | 2    | VF   | 1    | AF   | 1    | —    | —    | —    | 2 × VF   |
| French Open          | 1    | 1    | —    | —    | 2    | 2    | 2    | AF   | 1    | VF   | VF   | AF   | 1    | AF   | 1    | 2    | 2    | —    | —    | —    | —    | 2 × VF   |
| Wimbledon            | VF   | 1    | 2    | 1    | 2    | 1    | 1    | 2    | 1    | VF   | 2    | 1    | VF   | 2    | 2    | 1    | 2    | —    |      | —    | —    | 3 × VF   |
| US Open              | 1    | —    | 1    | —    | 2    | 1    | AF   | 2    | HF   | 1    | 2    | 2    | AF   | 2    | 2    | 2    | 1    | —    | —    | AF   | —    | 1 × HF   |
| WTA Finals           | —    | —    | —    | —    | —    | —    | —    | —    | —    | —    | —    | —    | HF   | —    | —    | —    | —    | —    |      | —    | —    | 1 × HF   |
| Doha                 |      |      |      |      |      |      | AF   |      |      |      | HF   | AF   | VF   |      | —    |      | 1    |      | —    |      | —    | 1 × HF   |
| Dubai                |      |      |      |      |      |      |      | AF   | AF   | 1    |      |      |      | VF   |      | AF   |      | —    |      | —    |      | 1 × VF   |
| Indian Wells         | —    | Q1   | —    | —    | 1    | 1    | AF   | VF   | AF   | 1    | 1    | AF   | 1    | 1    | 1    | 1    | 1    | —    |      | 1    | —    | 1 × VF   |
| Miami                | —    | —    | —    | —    | 1    | 1    | 1    | 1    | 1    | 1    | 1    | 1    | VF   | VF   | AF   | AF   | VF   | —    |      | —    | 1    | 3 × VF   |
| Charleston           | —    | —    | —    | —    | —    | 1    | AF   |      |      |      |      |      |      |      |      |      |      |      |      |      |      | 1 × AF   |
| Rom                  | —    | —    | —    | —    | —    | —    | 1    | —    | —    | VF   | —    | HF   | 1    | 1    | 1    | AF   | AF   | —    | —    | —    | —    | 1 × HF   |
| Madrid               |      |      |      |      |      |      |      | —    | VF   | AF   | 1    | AF   | 1    | 1    | 1    | AF   | AF   | —    |      | —    | —    | 1 × VF   |
| Berlin               | 1    | —    | —    | —    | AF   | —    | VF   |      |      |      |      |      |      |      |      |      |      |      |      |      |      | 1 × VF   |
| San Diego            |      |      | —    | VF   | AF   | AF   |      |      |      |      |      |      |      |      |      |      |      |      |      |      |      | 1 × VF   |
| Cincinnati           |      |      |      |      |      |      |      | VF   | VF   | 1    | AF   | AF   | HF   | AF   | 1    | 1    | AF   | —    | —    | —    | —    | 1 × HF   |
| Kanada               | —    | —    | —    | —    | AF   | AF   | VF   | VF   | 2    | 1    | HF   | AF   | 1    | 1    | AF   | HF   | 1    | —    |      | —    | —    | 2 × HF   |
| Tokio                | —    | —    | —    | —    | 1    | 1    | —    | —    | 1    | VF   | —    | HF   |      |      |      |      |      |      |      |      |      | 1 × HF   |
| Wuhan                |      |      |      |      |      |      |      |      |      |      |      |      | VF   | AF   | 1    | AF   | 1    | —    |      |      |      | 1 × VF   |
| Zürich               | —    | —    | —    | —    | —    | —    |      |      |      |      |      |      |      |      |      |      |      |      |      |      |      | —        |
| Peking               |      |      |      |      |      |      |      | 1    | —    | 1    | —    | 1    | HF   | AF   | 1    | 1    | AF   | —    |      |      |      | 1 × HF   |
| Moskau               | 1    | Q1   | VF   | Q2   | 1    | —    | —    |      |      |      |      |      |      |      |      |      |      |      |      |      |      | 1 × VF   |
| Guadalajara          |      |      |      |      |      |      |      |      |      |      |      |      |      |      |      |      |      |      |      |      | —    | —        |
| Olympische Spiele    |      |      | —    |      |      |      | —    |      |      |      | 1    |      |      |      | 1    |      |      |      | —    |      |      | 2 × 1R   |
| Billie Jean King Cup | —    | —    | —    | —    | —    | —    | —    | —    | PO   | PO   | —    | —    | —    | —    | —    | —    | —    | —    | —    | —    | —    | 2 × PO   |

Zeichenerklärung: S = Turniersieg; F, HF, VF, AF = Einzug ins Finale, Halb-, Viertel-, Achtelfinale; 1, 2, 3 = Ausscheiden in der 1., 2., 3. Haupt- / Finalrunde; Q1, Q2, Q3 = Ausscheiden in der 1., 2. 3. Qualifikationsrunde; KF (kleines Finale) = unterlegen im Spiel um Platz drei; RR = Round Robin (Gruppenphase); nicht ausgetragen oder andere Kategorie; PO (Playoff), P2 = Auf-/Abstiegsrunde zur Weltgruppe I/II im Fed Cup; W2, K1, K2, K3 = Teilnahme in der Weltgruppe II, Kontinentalgruppe I, II, III im Fed Cup.

### Mixed
| Turnier         | 2002 | 2003 | 2004 | 2005 | 2006 | 2007 | 2008 | 2009 | 2010 | 2011 | 2012 | 2013 | 2014 | 2015 | 2016 | 2017 | 2018 | Karriere |
| --------------- | ---- | ---- | ---- | ---- | ---- | ---- | ---- | ---- | ---- | ---- | ---- | ---- | ---- | ---- | ---- | ---- | ---- | -------- |
| Australian Open | —    | —    | —    | —    | —    | —    | —    | AF   | 1    | VF   | 1    | 1    | AF   | 1    | 1    | —    | —    | VF       |
| French Open     | —    | —    | —    | —    | —    | 1    | —    | AF   | —    | 1    | 1    | AF   | 1    | VF   | —    | 1    | —    | VF       |
| Wimbledon       | 1    | F    | AF   | —    | 1    | —    | 1    | 2    | 1    | 2    | 1    | 1    | VF   | AF   | AF   | 2    | 2    | F        |
| US Open         | —    | —    | —    | —    | AF   | —    | —    | —    | —    | 1    | VF   | 1    | AF   | VF   | 1    | HF   | —    | HF       |